# Les Voies du destin
Pour plus de détails, voir Fiche technique et Distribution.
Les Voies du destin est un film dramatique biographique britannico-australien de Jonathan Teplitzky (en) sorti en 2013.

## Synopsis
La femme d'un ancien prisonnier de guerre découvre vivant l'ancien officier japonais qui a traumatisé son époux durant la construction de la « voie ferrée de la mort ».

## Fiche technique
- Titre original : The Railway Man
- Titre français : Les Voies du destin
- Réalisation : Jonathan Teplitzky (en)
- Scénario : Frank Cottrell Boyce et Andy Paterson d'après l'autobiographie d'Eric Lomax "Les larmes du bourreau" (1996)[1]
- Direction artistique : Steven Jones-Evans
- Décors : Nicki McCallum
- Costumes : Lizzy Gardiner
- Photographie : Garry Phillips
- Montage : Martin Connor
- Musique : David Hirschfelder
- Production : Chris Brown, Bill Curbishley et Andy Paterson
- Société(s) de production : Archer Street Productions, Latitude Media, Lionsgate, Pictures in Paradise et Thai Occidental Productions
- Société(s) de distribution :
- Pays d’origine :  Royaume-Uni/ Australie
- Langue : Anglais
- Format : Couleurs
- Genre : Film dramatique biographique
- Durée : 116 minutes
- Dates de sortie :
  -  Canada : 6 septembre 2013 (festival international du film de Toronto 2013)
  -  Australie : 26 décembre 2013
  -  Royaume-Uni : 3 janvier 2014
  -  France : 11 juin 2014

## Distribution
|                                                                       |  |  |
| Les acteurs Colin Firth et Nicole Kidman partagent l'affiche du film. |  |  |

- Nicole Kidman (V. F. : Danièle Douet) : Patti Lomax
- Colin Firth (V. F. : Christian Gonon) : Eric Lomax
- Jeremy Irvine (V. F. : Brice Ournac) : Eric Lomax jeune
- Stellan Skarsgård (V. F. : Jacques Frantz) : Finlay
- Hiroyuki Sanada (V. F. : Omar Yami) : Nagase
- Marta Dusseldorp : Memsahib
- Sam Reid (V. F. : Vincent de Boüard) : Finlay jeune
- Tom Hobbs (V. F. : Tristan Petitgirard) : Thorlby
- Bryan Probets (V. F. : Jean-François Lescurat) : le maire York
- Tanroh Ishida (V. F. : Adrien Larmande) : Nagase jeune

Sources et légende : Version française (V. F.) sur Allo Doublage et RS Doublage

## Accueil
Selon Le Figaro, le film figure en neuvième position dans la liste des vingt films français et étrangers les plus « boudés par le public » en France en 2014 .
| Pays ou région | Box-office   | Date d'arrêt du box-office | Nombre de semaines |
| -------------- | ------------ | -------------------------- | ------------------ |
| Australie      | 6 272 879 $  | 17 juillet 2014            | 14                 |
| Monde          | 22 320 893 $ | 17 juillet 2014            | 14                 |